# Țipar (pește)
Țiparul sau chișcarul (Misgurnus fossilis) este un pește dulcicol, bentonic, din familia cobitide (Cobitidae) ordinul cipriniformelor (Cypriniformes), din apele stătătoare sau lent curgătoare, cu funduri mâloase și cu vegetație. Trăiește, de obicei, pe fund, îngropându-se deseori în acesta. Este răspândit în Europa și Asia: Europa centrală și sud-estică; iar spre răsărit, până la Volga. În România, este frecvent întâlnit începând din delta Dunării până în munți: Bistrița, afluenții Siretului; în toate bălțile, eleșteiele, canalele și în cursul mai liniștit al râurilor: Crișul Negru, Olt, Mureș, Moldova, Bârlad, Cerna, Bega, etc. Uneori, se întâlnește și în limanurile deschise ale Mării Negre.
Are o talie obișnuită de 20–25 cm, rareori atinge 32 cm. Corpul este alungit, mai mult sau mai puțin  cilindric, ușor comprimat lateral spre coadă și acoperit cu solzi foarte mici, fără a prezenta o linie laterală evidentă. Corpul este învelit într-un mucus foarte lunecos. Capul este mic, cu botul scurt. Gura mică, inferioară, este prevăzută cu 10 mustăți, dintre care 4 pe vârful botului (pe maxila superioară), 2 mai lungi la colțurile gurii și 4 pe mandibulă. Ochiul este mic. Sub ochi și ascuns sub piele, se află un țep mic. Înotătoarele sunt rotunjite și mici. Înotătoarea dorsală situată deasupra înotătoarei ventrale. Înotătoarea anală, cu baza scurtă, se inserează în urma verticalei posterioare a înotătoarei dorsale. Înotătoarea caudala este mică și rotunjită. Pe spate și pe fața ventrală a pedunculul caudal se întinde câte o mică creastă. Coloritul fundamental a corpului este galben, spatele este brun sau cafeniu închis, abdomenul bate în galben portocaliu sau este roșcat. Pe spate, se află numeroase pete mici verzui-negricioase și dungi închise, dispuse longitudinal. Pe laturi este cafeniu deschis, cu o dungă neagră lată longitudinală, sub această dungă și deasupra ei, sunt numeroase puncte și pete, unele dintre ele contopindu-se și formând alte 2 dungi longitudinale, mai înguste și incomplete. Toate înotătoarele sunt gălbui.
Trăind în ape puțin oxigenate, iese din când în când la suprafața apei și înghite aer, pe care-l elimină imediat prin orificiul anal. În timpul cât aerul parcurge tubul digestiv, pereții intestinului posterior rețin oxigenul: este așa numita respirație "intestinală". Dacă este scos brusc din apă, peștele elimină aerul din intestin prin anus, producând un țipăt slab: de aici i s-e trage numele de "țipar". Este foarte sensibil la schimbările de presiune atmosferică, ridicându-se la suprafața apei înaintea furtunilor; din această cauză, deseori este ținut în borcane cu apă pentru anunțarea timpului rău. Hrana constă din moluște mici, viermi, larve de insecte și insecte, înghite și mâl. Depune icrele pe plante din martie până în iunie. Importanță economică este foarte redusă. Carnea este mediocră, mai ales că uneori miroase a baltă. Se folosește ca nadă la pescuitul  sportiv.

## legături externe
- FishBase. Misgurnus fossilis  (Linnaeus, 1758) Weatherfish
- IUCN Red List of Threatened Species. Misgurnus fossilis